# Коммунаровский сельсовет (Гомельская область)
Коммуна́ровский сельсовет (белор. Камунараўскi сельсавет; до 1973 г. — Блюдницкий) — административная единица на территории Буда-Кошелёвского района Гомельской области Белоруссии. Административный центр — агрогородок Коммунар.

## История
После второго укрупнения БССР с 8 декабря 1926 года Блюдницкий сельсовет в составе Уваровичского района Гомельского округа БССР. Центр — деревняБлюдница. 30 декабря 1927 года сельсовет укрупнён, в его состав вошла территория упразднённого Особинского сельсовета. После упразднения окружной системы 26 июля 1930 года в Уваровичском районе БССР. С 20 февраля 1938 года в составе Гомельской области. 16 июля 1954 года к сельсовету присоединена территория упразднённого Лапицкого сельсовета. С 17 апреля 1962 года в составе Буда-Кошелёвского района. 28 июня 1973 года центр сельсовета перенесён в поселок Коммунар, сельсовет переименован в Коммунаровский. В 2007 году Коммунаровский сельсовет отнесён к пригородной зоне Гомеля.
По состоянию на 1 января 1974 года в состав сельсовета входило 15 населённых пунктов. В состав Коммунаровского сельсовета входили до 1967 года посёлок Высокий, до 1968 года Папоротный, до 1969 года деревня Поселение, до 1976 года посёлок Чистая Лужа, до 1987 года посёлок Березино — в настоящее время не существуют.

## Состав
Коммунаровский сельсовет включает 10 населённых пунктов:
- Блюдница — деревня
- Зимник — посёлок
- Коммунар — агрогородок
- Красин — посёлок
- Маковье — посёлок
- Нива — посёлок
- Особино — деревня
- Подсемёновка — посёлок
- Северный — посёлок
- Тёмный Осов — посёлок